# Códice Bodley

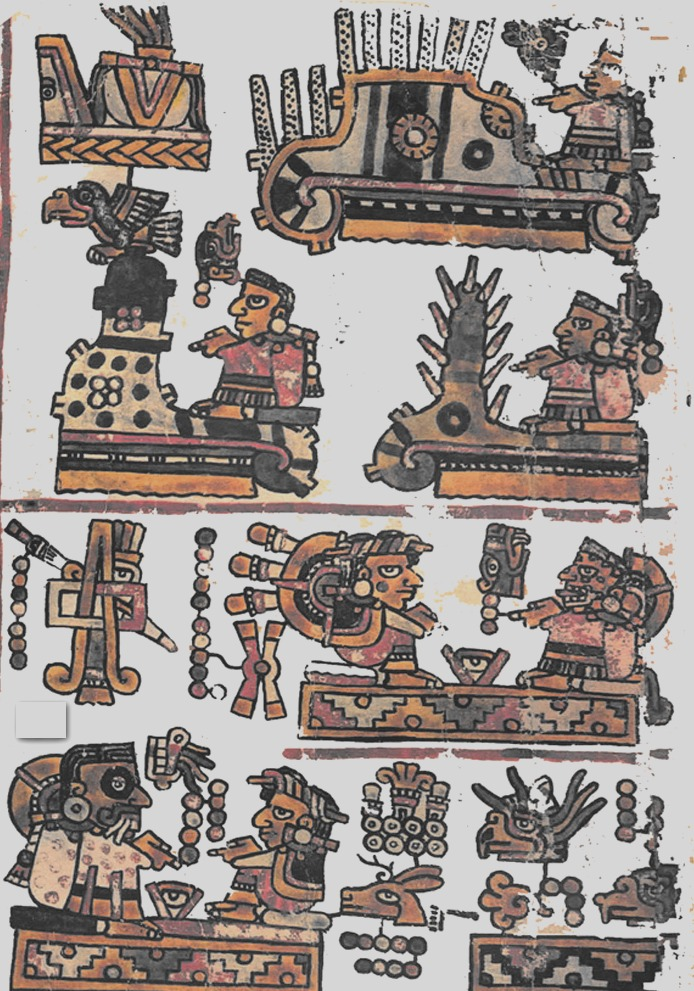
Página 21 do códice

O códice Bodley  é um manuscrito pictórico mexicano de origem pré-colombiana, pertencente à cultura mixteca. O códice consta de dois lados. O anverso é um registro completo da genealogia de Tilantongo a partir do século X. O reverso, mais antigo, narra as origens míticas dos senhores de Vulto de Xipe e contém a biografia do senhor Quatro Vento. O códice Bodley é um dos seis códices mixtecas considerados de tradição pré-colombiana que sobreviveram à Conquista do México.
O códice saiu do México durante a conquista espanhola, porém, é pouco conhecida a sua história antes do século XVII, quando foi depositado na Biblioteca Bodleiana, da que recebe o seu nome.